# Драгой войвода
Драгой войвода е български хайдутин, закрилник на овчарите от Копривщица, хайдутувал с четата си и в района на Лъжене, Златица, Мензул (местност в района на днешната хижа „Павел Делирадев“) и Стара планина.
Когато турците заколват бащата на Драгой, той се главява за чирак при абаджиите, а понякога работи и овчарлъка при чорбаджи Беньо. Когато поотраства, младият Драгой, поради честите отвличания от турците на цели стада заради пари в района на Копривщица и Панагюрско, става закрилник на овчарите.
На Драгой войвода копривщенският историограф Петко Теофилов посвещава няколко реда в книгата си „Менците преляха“. В тази книга се упоменава, че когато Драгой шета трето лято из района с четата си, спират грабежите и безчинствата. Докато се разчуе, че в околностите на Буново са видени неговите хора, вече в околностите на Гьопсата пламне нечий бейски чифлик. Зарад туй турците започват да ходят навсякъде въоръжени, но това не спасява Саид Ахмед бей от Пирдоп, Мемиш ага от Сопот и етрополчаните Махмуд Пехливан и Бостанджи Хафуз.
Войводата загива в сражение с турците в местността Златьовица. Канарата, край която пада има извор Драгулка до нея и е наречена Драгоин връх.